# Thor: Ragnarok
Thor: Ragnarok je americký superhrdinský film z roku 2017 na motivy postavy Thora od Marvel Comics. Film je produkován Marvel Studios a distribuován Walt Disney Studios Motion Pictures. Je pokračováním filmů z roků 2011 a 2013 Thor a Thor: Temný svět. Jedná se o sedmnáctý film Marvel Cinematic Universe (MCU).
Slavnostní premiéru měl 10. října 2017 v El Capitan Theatre v Hollywoodu. Do české kinodistribuce snímek vstoupil 26. října 2017, přičemž v severoamerických kinech startoval až 3. listopadu 2017.

## Děj
Dva roky po bitvě v Sokovii je Thor uvězněn obrem Surturem, kterého udržuje naživu jeho helma, na jednom z devíti světů – ohnivém Múspellheimu. Od něj se dozví, že má dle dávného proroctví vyplnit Ragnarok, a to zničením Asgardu. Thor jej však porazí, vyjme mu helmu z hlavy a vydá se na Asgard s pocitem, že je Ragnarok zažehnán.
Na Asgardu vidí, že místo svého otce Odina tam vládne Loki v přestrojení. S Lokim se svého otce tedy vydává hledat a najde jej na Zemi v Norsku. Ten Thorovi vyjeví, že umírá a že se na Lokiho nezlobí, nicméně je ještě stihne varovat před příchodem Hely – Thorovy starší nevlastní sestry a bohyně smrti a zrad – kterou Odinova moc věznila v dalším z devíti světů, tentokrát v Niflheimu. Poté umírá. A přesně jak je varoval, tak se v tu chvíli zjeví Hela přímo u nich, která zničí Thorovo kladivo Mjolnir a když se Loki pokusí vyvolat portál pryč, Hela je sama teleportuje kamsi do kosmu a vydává se na Asgard.
Thor se probudí na jakési planetě plné odpadků, kde se setká s dívkou, která mu vystřelí na krk dálkově ovládaný paralyzér, dávající elektrické šoky a spustí jej, čímž ho omráčí. Thor se následně probudí připoutaný v křesle před Velmistrem, vládcem této planety jménem Sakaar. Dozví se, že musí o svou svobodu bojovat v gladiátorské aréně s nějakým místním šampiónem, který zatím každého porazil. Zde také ostatně potká Lokiho, který sem také spadnul, ale s Velmistrem se spřátelil. Thorovi proto dle gladiátorských pravidel oholí na krátko jeho vlasy a jako zbraň mu dají meč, sekeru a štít. Zde se také seznamuje s ostatními gladiátory, kteří jsou tu nedobrovolně, zejména s Korgem a Mitem.
Když na něj přijde řada a ocitá se v aréně, čelí onomu tajemnému šampiónovi a ke svému velkému překvapení zjistí, že se jedná o Hulka. Thor se s ním pokusí navázat přátelský kontakt, ale Hulk chce bojovat, nehledě na předchozí styky ze Země, a tak se Thor pouští do souboje. Ze začátku vyhrává Hulk, ale poté Thor získá převahu, v důsledku čehož Velmistr dálkově zapne paralyzér a Thor upadne do bezvědomí – Hulk ho tedy poráží.
Mezitím Hela porazí celou asgardskou armádu a chce si podmanit všech devět světů, ale v Bifrostu nenachází spouštěcí meč, jelikož jej s sebou vzal Heimdall a ochraňuje s ním asgardský lid v tajné sluji v horách. Též Hela vyjeví pravdu o jejím původu – coby prvorozená se ještě před narozením Thora vydávala se svým otcem Odinem na dobyvačné výpravy napříč devíti světy, avšak začala být až příliš krutá a tak ji Odin uvěznil v Niflheimu.
Thor se probouzí v jednom z pokojů gladiátorské arény, ve kterém je i Hulk, vyhřívající se ve vířivce. Thor se pokouší přesvědčit Hulka, aby mu pomohl utéct, ten ale kvůli své tvrdohlavosti chce zůstat zde, na Sakaaru. Thora následně navštíví dívka, která mu nasadila paralyzér a Thor zjišťuje, že je to Valkýra – jediná přeživší z početné armády Valkýr, které kdysi bojovaly za Asgard proti Hele. Thor jí poví, že se Hela vrátila a tak souhlasí, že mu pomůže se odsud dostat a Helu porazit. Hulk Thorovi alespoň ukáže pozemský Quinjet, který sem s ním před lety ztroskotal na konci druhých Avengers. Když se ho Thor pokusí nastartovat, spustí se video od Nataši Romanovové, které zapříčiní proměnu Hulka zpět v Bruce Bannera. Ten si však nic nepamatuje, jelikož byl Hulkem celé dva roky v kuse. Když mu Thor všechno vysvětlí, tak mu Bruce řekne, že kdyby se znovu proměnil v Hulka, možná by se už nikdy neproměnil zpět v Bannera. Thor ho i přesto poprosí o pomoc a řekne, že shání lidi do týmu, které potřebuje na bitvu proti Hele. Bruce se tedy k Thorovi připojí s tím, že se ale nechce znovu proměnit v Hulka.
Thor společně s Valkýrou a Brucem odlétají menší lodí Velmistra a Loki s ostatními gladiátory uniká obrovskou válečnou lodí. Všichni míří na Asgard. Na Asgardu se Thor vydává bojovat s Helou, ale Hela ho poráží a vypíchne mu jedno oko, které následně zahodí. Thor zjišťuje, že blesky, díky kterým byl tak silný, nevyvolávalo kladivo, nýbrž on sám (kladivo pouze usměrňovalo jeho moc). S nově nabitou mocí dosti poraní Helu, avšak nestačí to. Když to vidí Bruce, promění se nakonec v Hulka a spolu s Valkýrou jdou Thorovi na pomoc. Stejně jsou ale poraženi i přes pomoc Heimdalla a Thorovi dochází, že Asgard nepředstavuje jeden z devíti světů, nýbrž Asgard znamená jeho lid. Dá proto Lokimu za úkol přinést Surturovu helmu, kterou Thor ukryl v asgardské pokladnici a zapálí jí, čímž oživí Surtura.
Všechen lid mezitím evakuuje do válečné lodi, do které nakonec spolu s Hulkem, Valkýrou, Heimdallem a Lokim Thor prchá, zatímco Surtur bojuje s Helou, aby konečně zničil Asgard a dovršil tak Ragnarok. Nakonec se jen dívají, jak je celý Asgard definitivně zničen a Hela zabita. Její smrt způsobilo zničení Asgardu, odkud brala svou moc. Thor se nemůže rozhodnout kam jít, a tak se všichni společně dohodnou, že se vydají na planetu Zemi. V potitulkové scéně je vidět, jak před jejich lodí stoupá obrovský Thanosův válečný koráb.

## Obsazení
- Chris Hemsworth (český dabing: Jan Maxián) jako Thor
- Tom Hiddleston (český dabing: Lumír Olšovský) jako Loki
- Cate Blanchett (český dabing: Martina Preissová ) jako Hela
- Idris Elba (český dabing:  David Suchařípa) jako Heimdall
- Jeff Goldblum (český dabing: Ivan Trojan)  jako Velmistr
- Tessa Thompson (český dabing: Vendula Příhodová) jako Valkýra
- Karl Urban (český dabing: Martin Preiss) jako Skurge
- Mark Ruffalo (český dabing: Pavel Šrom) jako Bruce Banner / Hulk
- Anthony Hopkins (český dabing: Jiří Plachý) jako Odin

## Navazující filmy
Chris Hemsworth se jako Thor objevil i v některých dalších filmech série Marvel Cinematic Universe. Je plánován další samostatný film, Thor: Láska jako hrom.

## Ocenění a nominace
| Ocenění                                       | Datum ceremoniálu | Kategorie                          | Nominovaný      | Výsledek |
| --------------------------------------------- | ----------------- | ---------------------------------- | --------------- | -------- |
| Black Reel Awards                             | 16. února 2018    | Nejlepší herečka ve vedlejší roli  | Tessa Thompson  | nominace |
| Critics' Choice Movie Awards                  | 11. ledna 2018    | Nejlepší vizuální efekty           | Thor: Ragnarok  | nominace |
| Critics' Choice Movie Awards                  | 11. ledna 2018    | Nejlepší akční film                | Thor: Ragnarok  | nominace |
| Critics' Choice Movie Awards                  | 11. ledna 2018    | Nejlepší herec v komediálním filmu | Chris Hemsworth | nominace |
| Denver Film Critics Society                   | 15. ledna 2018    | Nejlepší komedie                   | Thor: Ragnarok  | nominace |
| Washington D.C. Area Film Critics Association | 8. prosince 2017  | Nejlepší zachycení pohybu          | Taika Waititi   | nominace |